# Dicranomyia milkurli
Dicranomyia milkurli är en tvåvingeart som först beskrevs av Günther Theischinger 1994.  Dicranomyia milkurli ingår i släktet Dicranomyia och familjen småharkrankar. Inga underarter finns listade i Catalogue of Life.